# Zwein (Gemeinde Frauenstein)
Die Rotte Zwein in der Gemeinde Frauenstein im Bezirk Sankt Veit an der Glan in Kärnten (Österreich) liegt am Südosthang des Salbrechtskopfs, nördlich von Schloss Frauenstein sowie der Kraiger Schlösser.

## Etymologie
Der Name Zwein leitet sich vom slawischen Eigennamen „Zeboy“ ab. Vertreter dieses Namens werden im 13. Jahrhundert als Zeugen der Kärntner Herzöge im Umfeld der Herrschaft Freiberg genannt. Der Namensforscher Richard Müller sieht in „Zeboy“ eine vereinfachte Form des slawischen Namens „Zebegoi“. Einem Slawen dieses Namens wurden im Jahr 993 von Kaiser Otto III. zwei Höfe im Umkreis von Sankt Veit an der Glan, im sogenannten Kroatengau, übergeben. Ein Bezug zwischen dem slawischen Adeligen „Zebegoi“ und der Ortschaft Zwein wird 2012 auch von Stefan Eichert angedacht.

## Geschichte
1205 wird auf einer Urkunde des Spanheimer Herzogs Bernhard ein „Hemze de Zeboym“ als Zeuge erwähnt.
Von 1244 bis 1256 scheint ein „Jacob de Zoboi“ (mit den Schreibformen „de Zeboy“ 1244 “de Seboyn” 1245 “de Zeboia” 1249 “de Scheboy” 1256) als Zeuge auf Urkunden der Spanheimer Herzöge Bernhard und Ulrich III. auf.
Da dieser „Jacob de Zoboi“ 1245 am Siegel einer von ihm ausgestellten Urkunde “Jacobi Militis de VREIBG” tituliert wird, ist anzunehmen, dass er mit „Jacobus de Friberch“ (Freiberg) ident ist, welcher von 1224 bis 1258 auf herzöglichen Urkunden als Zeuge aufscheint.
Auf einer Urkunde 1296 wird „eine Hube bei Freiberg an dem Zeboyen“ genannt, 1303 wird in einer Urkunde die Bezeichnung „uf den Zwinacz“ verwendet.
1315 beurkundet Konrad von Auffenstein die Gabe eines Hofes „bei der Margaretenkirche auf dem Zeboy“ an das Stift Viktring.
Wo sich die Margaretenkirche befundet hat, lässt sich nicht mehr verorten.

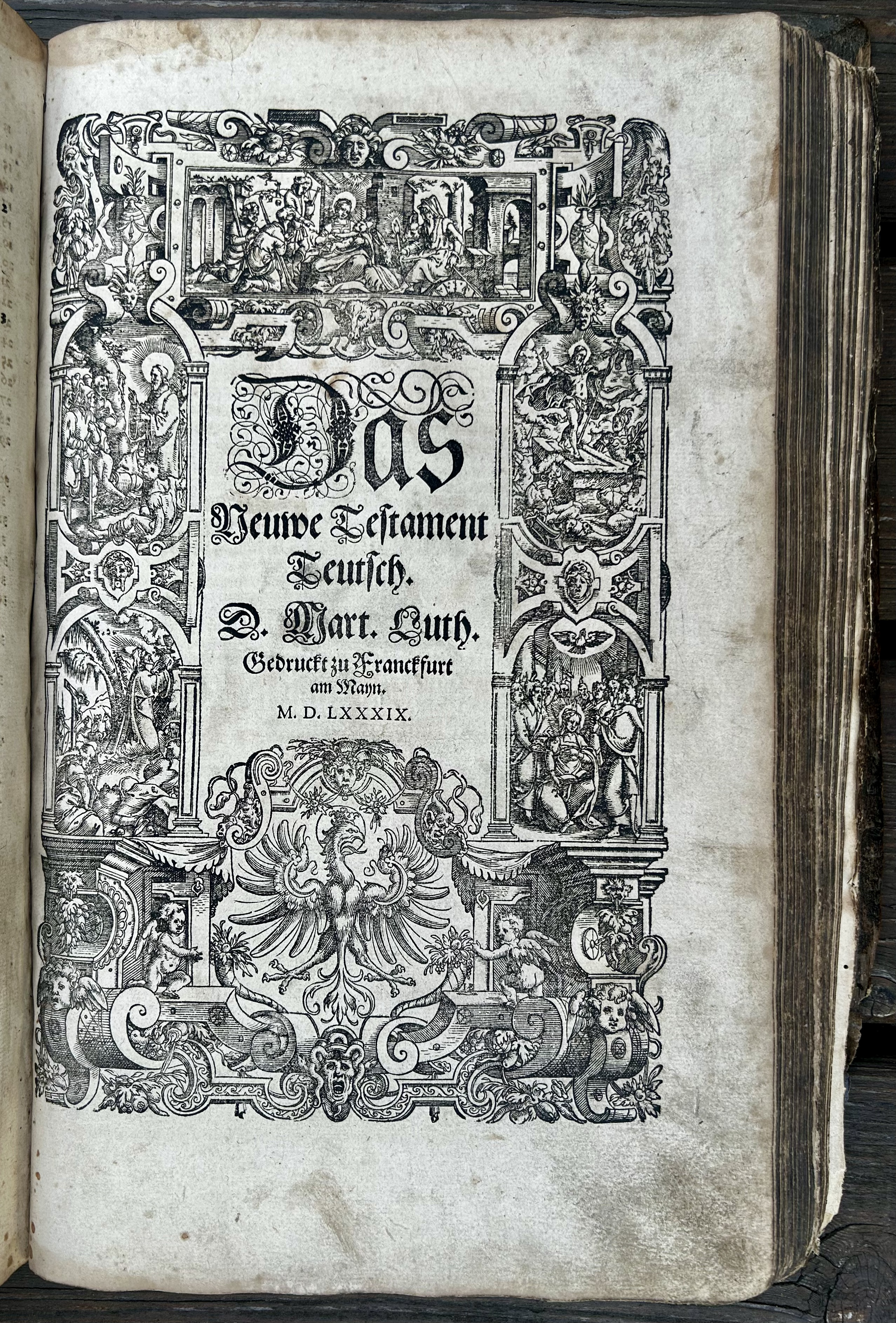
Zietnerbibel, Titelblatt Neues Testament

Während der Zeit der Gegenreformation in Kärnten (ca. 1600 – Toleranzpatent von Josephs II. 1781) kam es in Zwein zu Geheimprotestantismus bzw. Kryptoprotestantismus. Mitte des 18. Jahrhunderts wurde der Geheimprotestant Johann Pötscher, Bauer „vulgo Kogler“ in Zwein, wegen des Verbrechens der Gotteslästerung hingerichtet. Eine, während der Gegenreformation am Kraigerberg versteckte, Lutherbibel befindet sich in Besitz der Familie Meierhofer vulgo Zietner in Zwein.

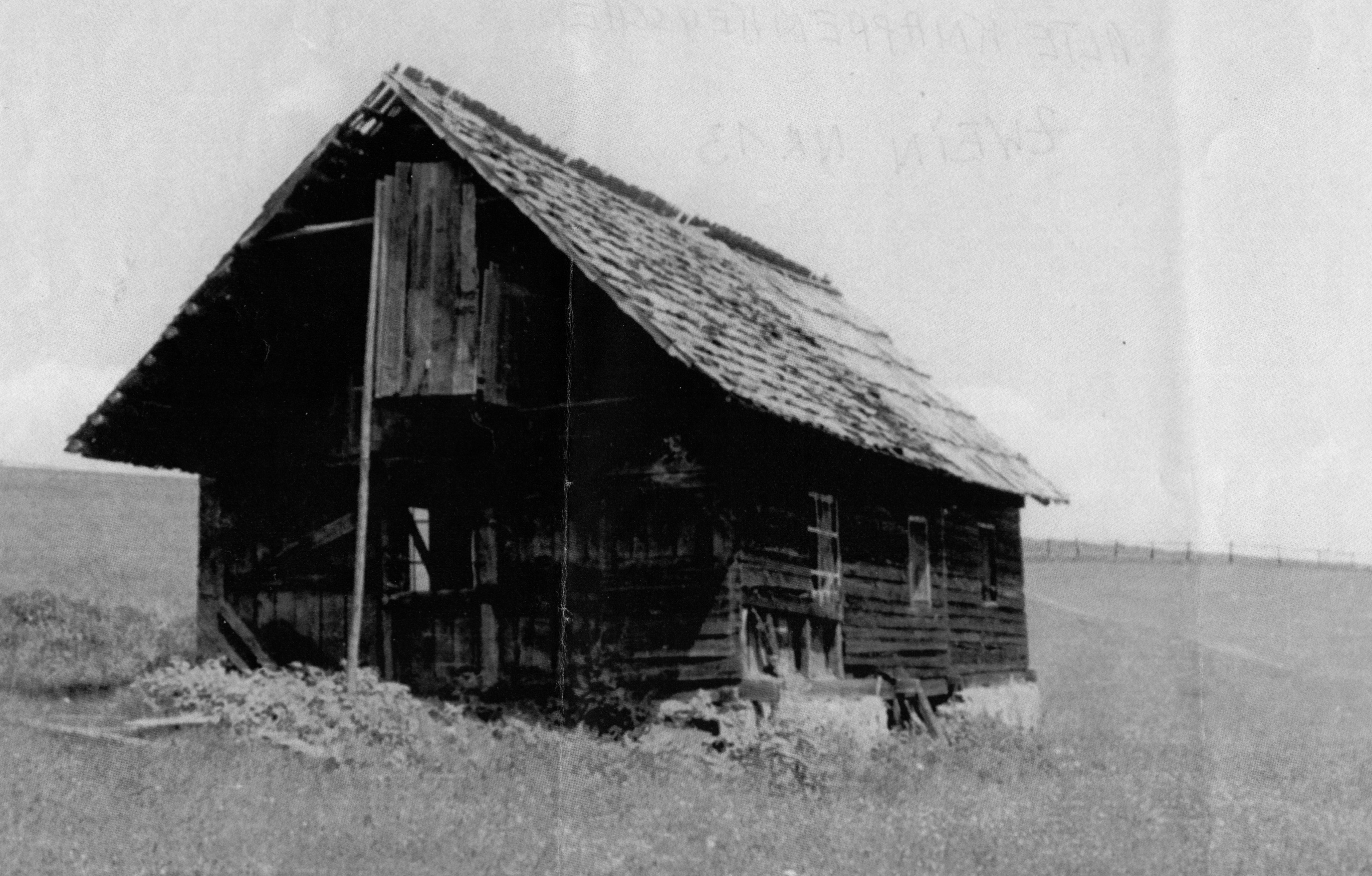
Ehemalige Knappenkeusche in Zwein Nr. 13

Im 19. Jahrhundert kam es zum Ausbau des Hämatit-Magnetit Bergbaus, welcher in seinen Anfängen weiter zurückliegen dürfte. Davon zeugen die Flurnamen „Erzberg“ (nördlich der Kraiger Schlösser) sowie der Hofname vulgo „Anrescher“.
1840 bestand der Bergbau aus einem 15 m langen querschlägigen Stollen. 1896 kam das Erzvorkommen in den Besitz des Bauunternehmers Andreas Forabosco, welcher den ursprünglichen Schurfbau mit einem 140 m langen Stollen unterfuhr. 1900 lieferte der „Magneteisensteinbergbau Schaumboden“ 441 Tonnen Erz, welche im Hochofen Waidisch bei Ferlach verschmolzen wurde. 1902 wurde der Betrieb wieder eingestellt. Aufgrund des Interesses des Hüttenwerk Donawitz kam es zwischen 1954 und 1957 zu neuerlichen Schurfarbeiten, welche allerdings nur mehr der Untersuchung des Erzvorkommens dienten.

## Bevölkerungsentwicklung
Seit der Volkszählung von 1869 liegen für Zwein Einwohnerzahlen in Abständen von typischerweise zehn Jahren vor.
| Jahr | Einwohnerzahl | Häuser |
| ---- | ------------- | ------ |
| 1869 | 82            | 12     |
| 1880 | 70            |        |
| 1890 | 98            |        |
| 1900 | 96            | 12     |
| 1910 | 73            |        |
| 1923 | 57            | 9      |
| 1951 | 40            | 8      |
| 1961 | 36            | 8      |
| 1971 | 33            | 9      |
| 1981 | 31            | 6      |
| 1991 | 27            | 7      |
| 2001 | 27            | 10     |
| 2011 | 26            | 10     |
| 2021 | 25            | 9      |

## Persönlichkeiten
- Franz Bernthaler (1889–1945), österreichischer Widerstandskämpfer, am 15. April 1945 hingerichtet
- Johann Pötscher (vor 1700–1750), Bergbauer und Geheimprotestant, am 25. Februar 1750 wegen Gotteslästerung hingerichtet